# Система обнаружения вторжений
Система обнаружения вторжений (СОВ) — программное или аппаратное средство, предназначенное для выявления фактов неавторизованного доступа в компьютерную систему или сеть либо несанкционированного управления ими в основном через Интернет. Соответствующий английский термин — intrusion detection system (IDS). Системы обнаружения вторжений обеспечивают дополнительный уровень защиты компьютерных систем.
Системы обнаружения вторжений используются для обнаружения некоторых типов вредоносной активности, которая может нарушить безопасность компьютерной системы. К такой активности относятся сетевые атаки против уязвимых сервисов, атаки, направленные на повышение привилегий, неавторизованный доступ к важным файлам, а также действия вредоносного программного обеспечения (компьютерных вирусов, троянов и червей)
Обычно архитектура СОВ включает:
- сенсорную подсистему, предназначенную для сбора событий, связанных с безопасностью защищаемой системы
- подсистему анализа, предназначенную для выявления атак и подозрительных действий на основе данных сенсоров
- хранилище, обеспечивающее накопление первичных событий и результатов анализа
- консоль управления, позволяющая конфигурировать СОВ, наблюдать за состоянием защищаемой системы и СОВ, просматривать выявленные подсистемой анализа инциденты

Существует несколько способов классификации СОВ в зависимости от типа и расположения сенсоров, а также методов, используемых подсистемой анализа для выявления подозрительной активности. Во многих простых СОВ все компоненты реализованы в виде одного модуля или устройства.

## Виды систем обнаружения вторжений
В сетевой СОВ, сенсоры расположены на важных для наблюдения точках сети, часто в демилитаризованной зоне, или на границе сети. Сенсор перехватывает весь сетевой трафик и анализирует содержимое каждого пакета на наличие вредоносных компонентов. Протокольные СОВ используются для отслеживания трафика, нарушающего правила определённых протоколов либо синтаксис языка (например, SQL). В хостовых СОВ сенсор обычно является программным агентом, который ведет наблюдение за активностью хоста, на который установлен. Также существуют гибридные версии перечисленных видов СОВ.
- Сетевая СОВ (Network-based IDS, NIDS) отслеживает вторжения, проверяя сетевой трафик и ведет наблюдение за несколькими хостами. Сетевая система обнаружения вторжений получает доступ к сетевому трафику, подключаясь к хабу или свитчу, настроенному на зеркалирование портов, либо сетевое TAP устройство. Примером сетевой СОВ является Snort.
- Основанная на протоколе СОВ (Protocol-based IDS, PIDS) представляет собой систему (либо агента), которая отслеживает и анализирует коммуникационные протоколы со связанными системами или пользователями. Для веб-сервера подобная СОВ обычно ведет наблюдение за HTTP и HTTPS протоколами. При использовании HTTPS СОВ должна располагаться на таком интерфейсе, чтобы просматривать HTTPS пакеты ещё до их шифрования и отправки в сеть.
- Основанная на прикладных протоколах СОВ (Application Protocol-based IDS, APIDS) — это система (или агент), которая ведет наблюдение и анализ данных, передаваемых с использованием специфичных для определённых приложений протоколов. Например, на веб-сервере с SQL базой данных СОВ будет отслеживать содержимое SQL команд, передаваемых на сервер.
- Узловая СОВ (Host-based IDS, HIDS) — система (или агент), расположенная на хосте, отслеживающая вторжения, используя анализ системных вызовов, логов приложений, модификаций файлов (исполняемых, файлов паролей, системных баз данных), состояния хоста и прочих источников. Примером является OSSEC.
- Гибридная СОВ совмещает два и более подходов к разработке СОВ. Данные от агентов на хостах комбинируются с сетевой информацией для создания наиболее полного представления о безопасности сети. В качестве примера гибридной СОВ можно привести Prelude.

## Пассивные и активные системы обнаружения вторжений
В пассивной СОВ при обнаружении нарушения безопасности информация о нарушении записывается в лог приложения, а также сигналы опасности отправляются на консоль и/или администратору системы по определённому каналу связи. В активной системе, также известной как Система Предотвращения Вторжений (IPS — Intrusion Prevention system (англ.)), СОВ ведет ответные действия на нарушение, сбрасывая соединение или перенастраивая межсетевой экран для блокирования трафика от злоумышленника. Ответные действия могут проводиться автоматически либо по команде оператора.

## Сравнение СОВ и межсетевого экрана
Хотя и СОВ, и межсетевой экран относятся к средствам обеспечения информационной безопасности, межсетевой экран отличается тем, что ограничивает поступление на хост или подсеть определённых видов трафика для предотвращения вторжений и не отслеживает вторжения, происходящие внутри сети. СОВ, напротив, пропускает трафик, анализируя его и сигнализируя при обнаружении подозрительной активности. Обнаружение нарушения безопасности проводится обычно с использованием эвристических правил и анализа сигнатур известных компьютерных атак.

## История разработок СОВ
Первая концепция СОВ появилась благодаря Джеймсу Андерсону и статье. В 1984 Фред Коэн (см. Обнаружение вторжений) сделал заявление о том, что каждое вторжение обнаружить невозможно и ресурсы, необходимые для обнаружения вторжений, будут расти вместе с степенью использования компьютерных технологий.
Дороти Деннинг, при содействии Питера Неймана, опубликовали модель СОВ в 1986, сформировавшую основу для большинства современных систем. Её модель использовала статистические методы для обнаружения вторжений и называлась IDES (Intrusion detection expert system — экспертная система обнаружения вторжений). Система работала на рабочих станциях Sun и проверяла как сетевой трафик, так и данные пользовательских приложений.
IDES использовала два подхода к обнаружению вторжений: в ней использовалась экспертная система для определения известных видов вторжений и компонент обнаружения, основанный на статистических методах и профилях пользователей и систем охраняемой сети. Тереза Лунт предложила использовать искусственную нейронную сеть как третий компонент для повышения эффективности обнаружения. Вслед за IDES в 1993 вышла NIDES (Next-generation Intrusion Detection Expert System — экспертная система обнаружения вторжений нового поколения).
MIDAS (Multics intrusion detection and alerting system), экспертная система, использующая P-BEST и LISP, была разработана в 1988 году на основе работы Деннинга и Неймана. В этом же году была разработана система Haystack, основанная на статистических методах.
W&S (Wisdom & Sense — мудрость и чувство), основанный на статистических методах детектор аномалий, был разработан в 1989 году в Лос-Аламосской Национальной лаборатории. W&S создавал правила на основе статистического анализа и затем использовал эти правила для обнаружения аномалий.
В 1990, в TIM (Time-based inductive machine) было реализовано обнаружение аномалий с использованием индуктивного обучения на основе последовательных паттернов пользователя на языке Common LISP. Программа была разработана для VAX 3500. Примерно в то же время был разработан NSM (Network Security Monitor — монитор сетевой безопасности), сравнивающий матрицы доступа для обнаружения аномалий на рабочих станциях Sun-3/50. В том же 1990 году был разработан ISOA (Information Security Officer’s Assistant), содержащий в себе множество стратегий обнаружения, включая статистику, проверку профиля и экспертную систему. ComputerWatch, разработанный в AT&T Bell Labs, использовал статистические методы и правила для проверки данных и обнаружения вторжений.
Далее, в 1991, разработчики Университета Калифорнии разработали прототип распределенной системы DIDS (Distributed intrusion detection system), которая также являлась экспертной системой. Также в 1991 сотрудниками Национальной Лаборатории Встроенных Вычислительных Сетей (ICN) была разработана система NADIR (Network anomaly detection and intrusion reporter). На создание этой системы оказала большое влияние работа Деннинга и Люнт. NADIR использовала основанный на статистике детектор аномалий и экспертную систему.
В 1998 году Национальная лаборатория им. Лоуренса в Беркли представила Bro, использующий собственный язык правил для анализа данных libpcap. NFR (Network Flight Recorder), разработанный в 1999, также работал на основе libpcap. В ноябре 1998 был разработан APE, сниффер пакетов, тоже использующий libpcap. Спустя месяц APE был переименован в Snort.
В 2001 году была разработана система ADAM IDS (Audit data analysis and mining IDS). Система использовала данные tcpdump для создания правил.

## СОВ с открытым исходным кодом
- Snort
- Suricata